# Afranthidium schulthessii
Afranthidium schulthessii är en biart som först beskrevs av Heinrich Friese 1897.  Afranthidium schulthessii ingår i släktet Afranthidium och familjen buksamlarbin. Inga underarter finns listade i Catalogue of Life.